# The Transformation of Mike
The Transformation of Mike è un cortometraggio muto del 1912 diretto da D.W. Griffith.

## Trama
Mike è un delinquente che riesce a scappare agli inseguitori (polizia?) prendendo alloggio in una stanza di uno stabile popolare. Nello stesso edificio abita una famiglia composta da un padre, suo figlio adolescente e la figlia maggiore che si prende cura di loro. Poco dopo il suo arrivo, Mike incontra per le scale la ragazza e dagli sguardi che si scambiano è evidente che i due giovani si piacciono. Successivamente, la ragazza torna dal mercato, ma con lei vi è un bellimbusto che non la vuole lasciare in pace. Il giovanotto viene, però, affrontato da Mike che prima, sbrigativamente, lo allontana dalla ragazza, che rimane favorevolmente colpita dal comportamento di Mike, e dopo gli impartisce anche una lezione a suon di cazzotti, mettendolo al tappeto.
In seguito, Mike si prepara per partecipare ad un ballo di quartiere e lo stesso fa la ragazza che vi si reca insieme ad un'amica. Al ballo, Mike riscuote un certo successo con le ragazze presenti, ma lui non è interessato a nessuna, tuttavia si precipita verso la sua giovane vicina di casa appena la vede entrare e le offre di farle da cavaliere. Due altre ragazze, però, la chiamano in disparte e le dicono di guardarsi da Mike perché è un poco di buono. In seguito a quanto appreso, la ragazza respinge Mike e rifiuta la sua compagnia. Rimasta sola, la giovane viene subito raggiunta da un altro ragazzo che le chiede di ballare, ella accetta ma ciò scatena la gelosia di Mike che, con modi bruschi e minacce allontana il giovanotto e, portata in disparte la ragazza, cerca di spiegarle le proprie intenzioni. In un primo momento, la ragazza, incollerita, non vuole ascoltare ciò che Mike le dice, ma poi le parole del giovanotto fanno breccia nei sentimenti di lei che accetta il suo corteggiamento, prima di tornare, felice, a casa con l'amica. Il pomeriggio del giorno dopo, il padre della ragazza ritorna dopo aver riscosso alcuni crediti nella parte povera della città e si ferma a consumare qualcosa nel bar che si trova al pianoterra dello stabile dove abita. Per pagare la consumazione, estrae dalla giacca un grosso portafogli pieno di banconote, che non sfugge all'attenzione di Mike, che si trova nello stesso locale. Così, quando l'uomo salendo le scale per raggiungere la propria abitazione, inciampa, Mike che lo ha seguito, cerca di sottrargli il portafoglio ma non ci riesce anche per il sopraggiungere del figlioletto dell'uomo. Giunto in casa, l'uomo si mette a letto dopo aver consegnato il portafoglio alla figlia. Mike, però, non rinuncia al suo piano di impossessarsi del denaro e, mentre l'uomo dorme, forza la serratura, entra in casa, sorprende l'uomo nel sonno e lo immobilizza, legandolo. Il trambusto mette in allarme i due figli dell'uomo che si trovano nella stanza adiacente che, spaventati, si chiudono a chiave. Mike, non avendo trovato il portafoglio addosso alla sua vittima, ritiene che esso si trovi nell'altra stanza, dove la ragazza ed il fratellino sono terrorizzati e confusi ma, mentre Mike cerca di sfondare la porta a pugni e spallate, essi hanno un'idea: il ragazzino, di piccola corporatura, entra dentro il vano del montacarichi e la sorella lo fa scendere, tenendo la corda, fino al pianoterra dove il fratello dà l'allarme, raccontando tutto prima al proprietario del bar e poi a due poliziotti di passaggio. Nel frattempo, Mike riesce a sfondare la porta, ma quando entra nella stanza grande è la sua sorpresa nel trovarvi la ragazza di cui si è innamorato. Così, pentito, le restituisce il portafogli di cui si era impossessato poco prima, aggredendola senza averla vista in viso. Proprio in quel momento i due agenti entrano nell'appartamento ma la ragazza, credendo nel ravvedimento di Mike, approfitta della confusione per farlo uscire, evitandogli l'arresto. Non essendo stato commesso alcun furto e non essendovi neppure il ladro, i due poliziotti se ne vanno presto e Mike ritorna per rivedere e ringraziare la ragazza. I due si stringono la mano e si separano, ma i loro dolci sguardi fanno facilemente presagire un futuro, migliore, insieme.

## Produzione
Il film fu prodotto dalla Biograph Company. Venne girato a New York.

## Distribuzione
Distribuito dalla General Film Company, il film - un cortometraggio di una bobina - uscì nelle sale cinematografiche statunitensi il 1º febbraio 1912.